# The Banker's Daughter (film 1912)
The Banker's Daughter è un cortometraggio del 1912 diretto da Fred Loomis. Fu il primo per James B. Ross, un attore che, nella sua carriera durata fino al 1916, girerà un totale di 61 pellicole. Donald MacKenzie, uno degli altri attori, era anche regista e firmerà un paio di anni dopo The Perils of Pauline, il serial di grandissimo successo che consacrerà a livello mondiale il nome di Pearl White, la sua protagonista.

## Produzione
Il film fu prodotto dalla Kalem Company.

## Distribuzione
Distribuito dalla General Film Company, il film - un cortometraggio in un rullo - uscì nelle sale statunitensi il 29 marzo 1912.